# 華士古達嘉馬花園
華士古達嘉馬花園（葡萄牙語：Jardim de Vasco da Gama）位於澳門半島松山西南方山腳，北靠塔石體育館正門入口，位於得勝馬路、東望洋斜巷、東望洋街之間的一個面積細小的花園。

## 歷史
澳葡政府為了紀念葡萄牙航海家華士古達嘉馬（葡萄牙語：Vasco da Gama）發現通向印度航海新路線400週年，由葡萄牙工程師鴉寮努尼士在「花士古打監麻新路（葡萄牙語：Avenida Vasco da Gama）」之地段間設計一個花園；花園在1898年建成啟用，並命名為華士古達嘉馬花園；當時民間俗稱為新花園。由於佔地較大，全長500米，闊65米，兩旁均植有假菩提樹；花園音樂台，以作為樂隊演奏用途。
1938年，澳葡政府為了城市的發展而在花園的中間部分興建葡文官立小學及官立中學；與此同時，也興建游泳池以及在後開設愛都酒店及娛樂場。因此西南端部分的華士古達嘉馬花園為今日的花園面積，只有4500平方公尺，由兩幅方形地段組成；而東北端部分是為現今得勝花園。
1997年，澳門市政廳為花園作出重整修葺，包括在園內下方興建一個波浪形噴水池、兒童遊樂場涼亭等休憩設施。2003年3月，民政總署為配合2005年於澳門舉辦的東亞運動會，因此為花園作大規模修葺工程，善用花園用地在花園底層興建地下停車場；修葺工程於2005年年中完成，也是現今花園之景貌。

## 紀念碑

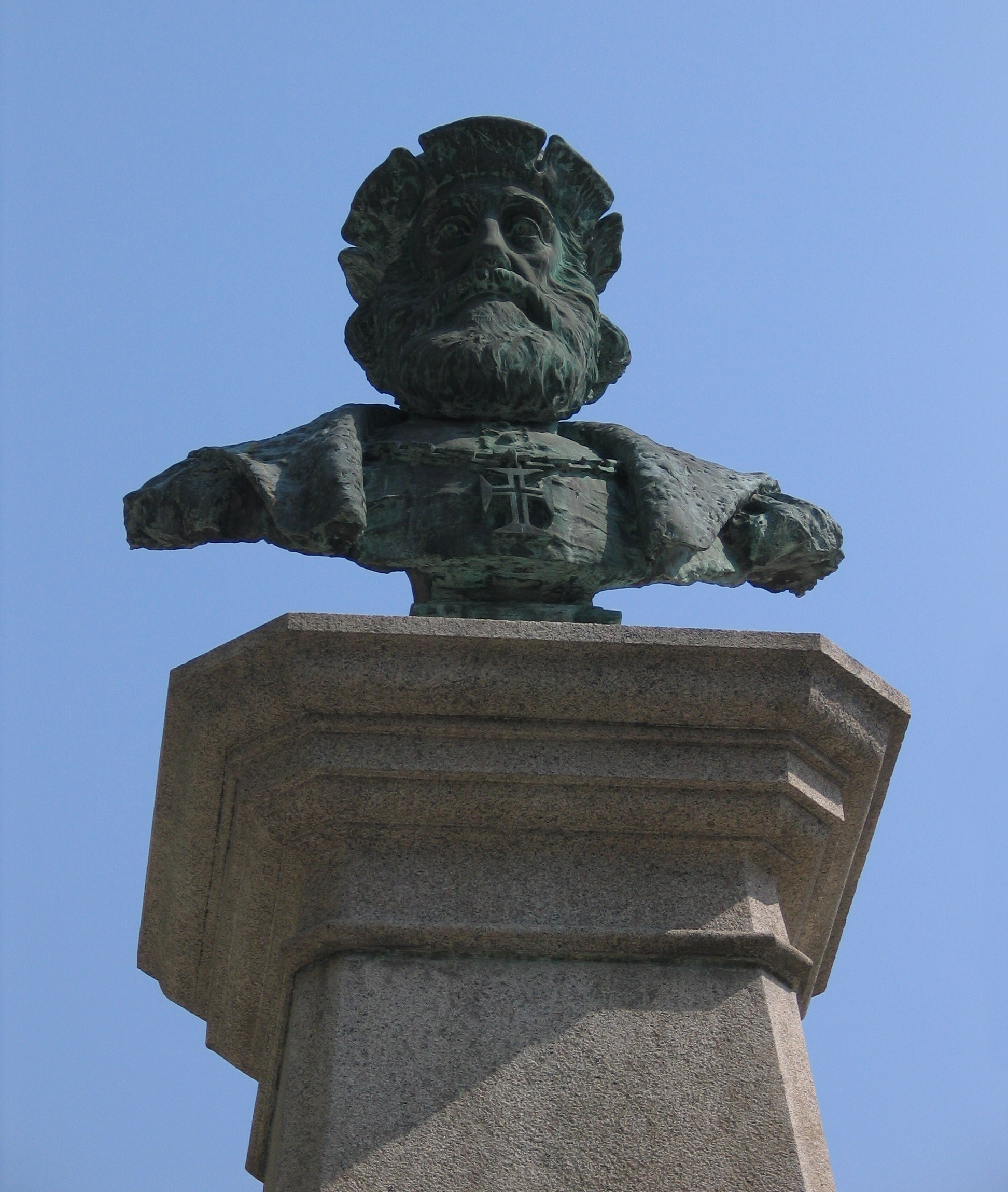
紀念碑上的華士古達嘉馬上半身銅像

現時華士古達嘉馬花園的正中央豎立了一座由雕刻家高士達（葡萄牙語：Tomás da Costa）創作以紀念華士古達伽馬的方尖形紀念碑，於1911年1月31日（紀念華士古達嘉馬到達印度400週年）揭幕。
紀念碑底座為石級，紀念碑前後東各有兩支古炮；紀念碑正面上有一塊白色大理石浮雕，浮雕是根據葡萄牙著名詩人賈梅士（葡萄牙語：Luís Vaz de Camões）所著的著名史詩《葡國魂》中的一段神話而刻劃，以讚揚達華士古達伽馬的航海冒險精神。紀念碑中間前後均有一個銅製指南針等航海用具。紀念碑上面為華士古達嘉馬的上半身銅像。
花園於1997年被重整時，把底座改建為六角形梯級式噴水池。2005年修葺時把紀念碑臨時性地搬離花園，待完成修葺後重新完整地豎立原處。

## 公共停車場

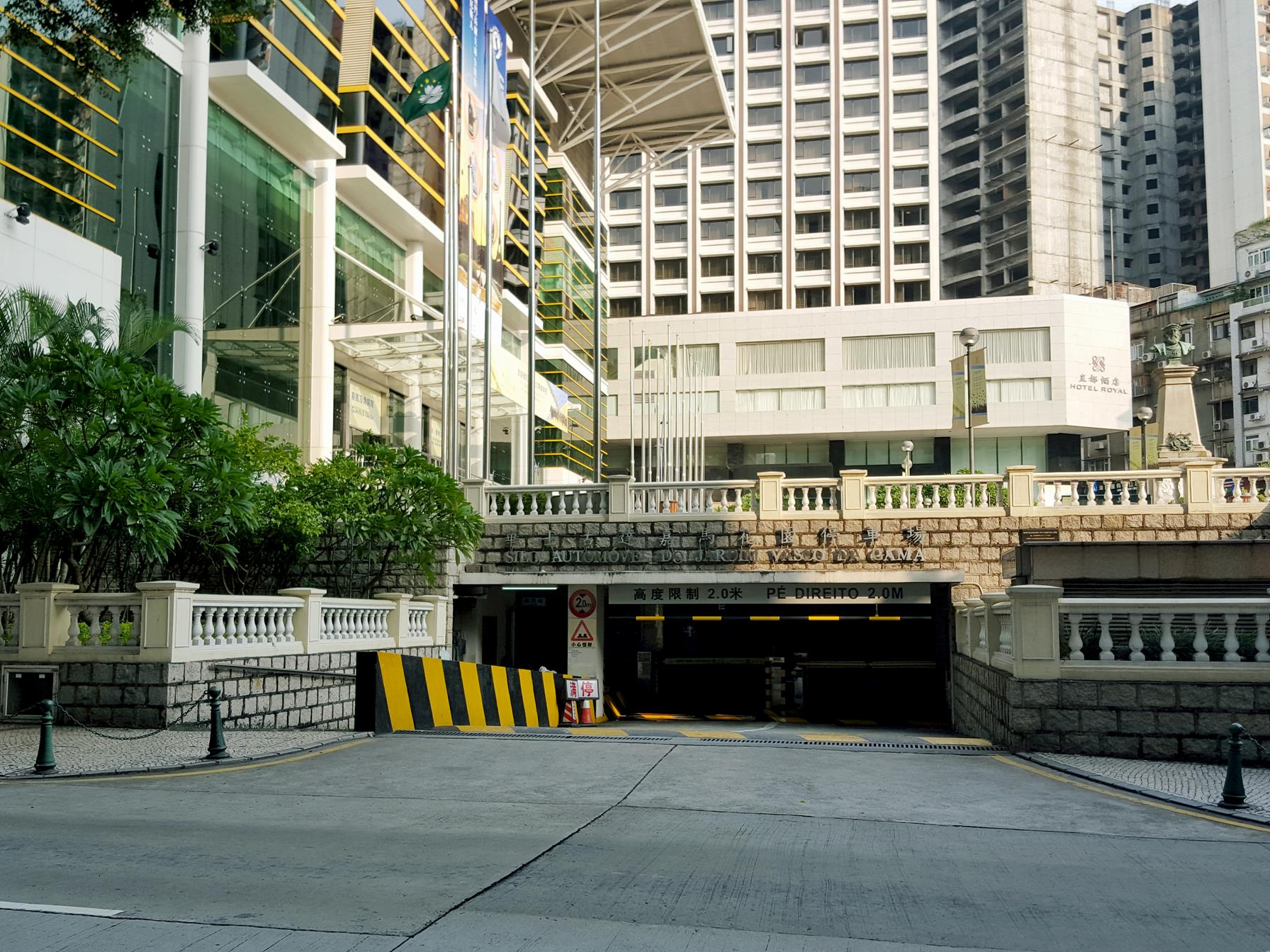
重整後增建的停車場

2004年7月29日，時任運輸工務司司長歐文龍主持該停車場揭幕儀式。
2014年4月8日，交通事務局對該停車場之管理及經營公開競投進行開標，上期判給於該年6月30日屆滿。
2018年4月20日，交通事務局對該停車場管理權進行競投開標。
2020年11月27日，為配合17路線調整車型，停車場進行增加泊車位之優化工程，預計將為該區增加多4個輕型汽車泊車位及47個電單車泊車位，並已逐步開放予公眾使用。
2021年1月11日，增加泊車位的工程完成，新增41個電單車和8個輕型汽車泊車位於當天0時起開放予公眾使用。
2023年1月16日，行政長官批示，修改華士古停車場使用及經營規章，停車場由華士古花園地庫層及塔石體育館地庫層共同構成，出入口設於東望洋街及高偉樂街，場內私家車位由 171個增至 255個，電單車位由 113個增至 154個。
2023年1月17日上午10時，位於高偉樂街及東望洋街之間的塔石體育館地庫層停車場併入該停車場，並命名為“華士古達嘉馬花園停車場—東區”以作區分。兩個泊車區之間設有一條通道供行人使用，車輛不能連通兩個泊車區，而收費處位置則維持不變。

## 交通

### 巴士
M148 東望洋斜巷（Calcada da Guia）
路線：28C、H1
M149 粵華中學（Yuet Wah College）
路線：17、28C
M270 塔石體育館（Pavilhão Polidesportivo Tap Seac）
路線：2A、7、8、8A、9、9A、12、18、18B、22、25、25B、H2